# Rechtsgeschichte Chinas
China hat eine bedeutende, über 3000 Jahre alte Rechtskultur, welche zahlreiche Staatsphilosophien, Rechtstheorien und -praktiken hervorbrachte. Grundsätzlich lässt sich die Rechtsgeschichte Chinas in mehrere Hauptphasen unterteilen, nämlich in die Zeit der Herrschaften bis 221 v. Chr., die Qin-Dynastie (221 – 207 v. Chr.), die darauf folgenden Dynastien bis in das späte 19. Jahrhundert, die Reformära der Qing-Dynastie zwischen 1898 und 1911, die Republik China, die frühe Volksrepublik China und die Volksrepublik China nach 1978. Zur chinesischen Rechtsgeschichte gehören auch das Kolonial- und Besatzungsrecht ausländischer Mächte auf chinesischem Territorium.

## Überblick zur traditionellen chinesischen Rechtskultur
Die traditionelle chinesische Rechtskultur ist ein breites interdisziplinäres Forschungsgebiet von Rechtswissenschaftlern, Historikern, Anthropologen, Soziologen und Sinologen. Wenn auch kein Konsens über die Besonderheiten dieser Rechtskultur besteht, so werden folgende Merkmale genannt:
- Die Funktion von Gesetzen wird oft durch Riten (礼 li) erfüllt.[2]
- Für die Beurteilung eines Streits kommt es weniger auf das Recht als die damit verbundenen Gefühle (人情 Renqing) an.[3]
- Der Schwerpunkt des Rechts liegt auf dem Strafrecht. In der Tradition des Konfuzianismus werden die Pflichten des Einzelnen gegenüber der Gemeinschaft auf Grundlage der kosmischen Ordnung betont. Das Zivilrecht ist demgegenüber unterentwickelt.[4]
- Es besteht keine Trennung von materiellem und Verfahrensrecht.[5]
- Es besteht kein eigener Juristenstand. Gerichte sind in die staatliche Verwaltung eingegliedert.[6]
- Die Aufgabe der staatlichen Verwaltung ist nicht die Gewährung von Rechtsschutz, sondern die Vermeidung von Streit.[7]

Kristallisationspunkt dieser Merkmale ist die auf Konfuzius zurückgehende Lehre des Konfuzianismus; demnach ist das Gesetz eine gegenüber dem Ordnungsprinzip des Li minderwertige Form der gesellschaftlichen Ordnung. Kurz nach dem Tode des Konfuzius drohte seine Lehre während der Zeit der Streitenden Reiche in Vergessenheit zu geraten: Der Legalismus wurde zur herrschenden philosophischen Auffassung. Die Qin-Dynastie ging 221 v. Chr. als Sieger der Zeit der Streitenden Reiche hervor und verwirklichte den Legalismus schließlich in Reinform. Schon 206 v. Chr. trat an deren Stelle jedoch die Han-Dynastie: Der Konfuzianismus entwickelte sich unter ihr zur vorherrschenden Philosophie und blieb dies für fast 2000 Jahre.
Obwohl das Gesetz eine dem Li untergeordnete Organisationsmöglichkeit war, entstanden in dieser Zeit dennoch einige Gesetzesbücher, die meist nur in Fragmenten erhalten sind. Aus dem 7. Jahrhundert n. Chr. sind erstmals vollständige Gesetzesbücher der Tang-Dynastie erhalten: Sie enthalten fast nur Straf- und Verwaltungsrecht. Zivilrechtliche Streitigkeiten wurden durch Schlichtung des Familienoberhaupts oder einer sonst an Alter oder Ansehen hochstehenden Persönlichkeit geschlichtet. Zwar blieb als ultima ratio der Gang zu einem kaiserlichen Beamten, doch galt dies als sozial verwerflich.
Ein tiefgreifender Wandel fand erst ab der Mitte des 19. Jahrhunderts statt: Infolge der ungleichen Verträge zerteilten die europäischen Großmächte China in Interessensphären; die folgenden politischen Verwerfungen zwangen die chinesische Regierung schließlich zu Reformen und führten letztlich zum Ende der Monarchie und der Gründung der Republik China 1912. In den 1920er und 1930er Jahren kam es unter der Kuomintang zu einer vorübergehenden Beruhigung, die nach dem Vorbild Japans zu einem ersten Kodifikationsversuch im Zivilrecht führte; Vorbild war wie in Japan das deutsche und schweizerische Recht.

## Zhou-Dynastie
Der Jurist und Sinologe Oskar Weggel sieht die „Wiege des chinesischen Rechts in der Zhou-Zeit, nämlich der Periode der sogenannten „Streitenden Reiche““, als Kanzler Li Kuei (Li Kui) das Gesetzeswerk Fajing 法經 in sechs Abschnitten verfasste. Es beinhaltete Straftatbestände, Das Strafverfahren und Rechtsdefinitionen.
Diese Epoche erlebte zudem einen Schulenstreit zwischen Konfuzianern und Legalisten, der sich an dem folgenden Fallbeispiel illustrieren lässt:
Im Staate Lu war ein Soldat dreimal desertiert, weil er sich seinem alleinstehenden alten Vater widmen wollte. Als Konfuzius davon erfuhr, war er von der Kindespietät des Soldaten so angetan, dass er sogar seine Beförderung zum Beamten empfahl. Han Fei umgekehrt plädierte dafür, einen solchen Soldaten wegen Fahnenflucht zu bestrafen. „Welchen Nutzen hätten schon Menschlichkeit, Rechtschaffenheit und Sohnespietät, wenn man dem Feind durch Disziplinlosigkeit in den eigenen Reihen Tür und Tor öffne?“
Der Philosoph Kongzi (Konfuzius) lebte im Staat Lu während der Zeit der Östlichen Zhou-Dynastie. Er stellte Humanismus (ren 仁), Gerechtigkeit (yi 義), Tugend (德) und Sittlichkeit (li 禮) in den Vordergrund. Eine Leitung des Volkes durch Administration und Strafen lehnte er ab. Stattdessen propagierte er den Vorbildcharakter des Herrschers durch sittliches Handeln. Erste Menschenrechtsideen entstanden zudem im Konfuzianismus.
Demgegenüber stand der Legalismus für eine strenge Herrschaft sowie einen umfangreichen Katalog von Verboten und Strafen. Zugleich warnte der Legalismus vor Despotismus, welcher beliebige Grausamkeiten ausübe.

## Qin-Dynastie
Eine zentralistische Herrschaft, welche die bisherige Feudalstruktur zerschlug und Terror ausübte, stellte die kurzlebige Qin-Dynastie dar. Zur Abschreckung ließ Kaiser Qin Shihuangdi 460 Konfuzianer lebendig begraben. Der Legalismus wurde zur zentralen Rechtsauffassung.

## Han-Dynastie
Die Nachfolgeherrschaft der Han förderte den zuvor verfolgten Konfuzianismus, bemühte sich aber um seine Verschmelzung mit dem Legalismus. Ein Resultat dieses Bestrebens war eine bedeutende Kodifikation des Han-Rechts. Typisch hierfür sind Straftatbestände für die Missachtung konfuzianischer Kernwerte, wie etwa die Missachtung der kindlichen Pietät. Weitere wichtige Rechtsbereiche betrafen das Steuer- und Monopolwesen. Der Han-Kodex bestand aus 4.900 Artikeln und 7.700.000 Wörtern.

## Tang-Dynastie
Die als erste Blütezeit der chinesischen Kultur betrachtete Tang-Dynastie schuf einen Kodex mit 12 Kapiteln und 500 Artikeln, welche die Staatsverwaltung, die Familie, das Militär, Straftaten, Strafverfolgung und das Strafverfahren behandelten. Im Vergleich zum Han-Gesetzbuch fiel der Tang-Kodex mit 620 Artikeln und 136.000 Wörtern schmaler aus.

## Song-Dynastie
Schon drei Jahre nach der Etablierung der Song-Dynastie erschien eine im Sinne des Neokonfuzianismus abgefasste Kodifikation mit 15 Hauptkategorien, nämlich Ämterordnung, Beamten-Personal-Politik, Schriftverkehr, Monopole, Finanzen, Speicherwesen, Steuer- und Dienstpflicht, Landwirtschaft, Religion, Amtsangestellte, Strafwesen, Trauerordnung, Wildvölker, Tierhaltung und Sonstiges. Neue Rechtsgebiete waren das Schuldrecht, das Religionsrecht und das Militärrecht.

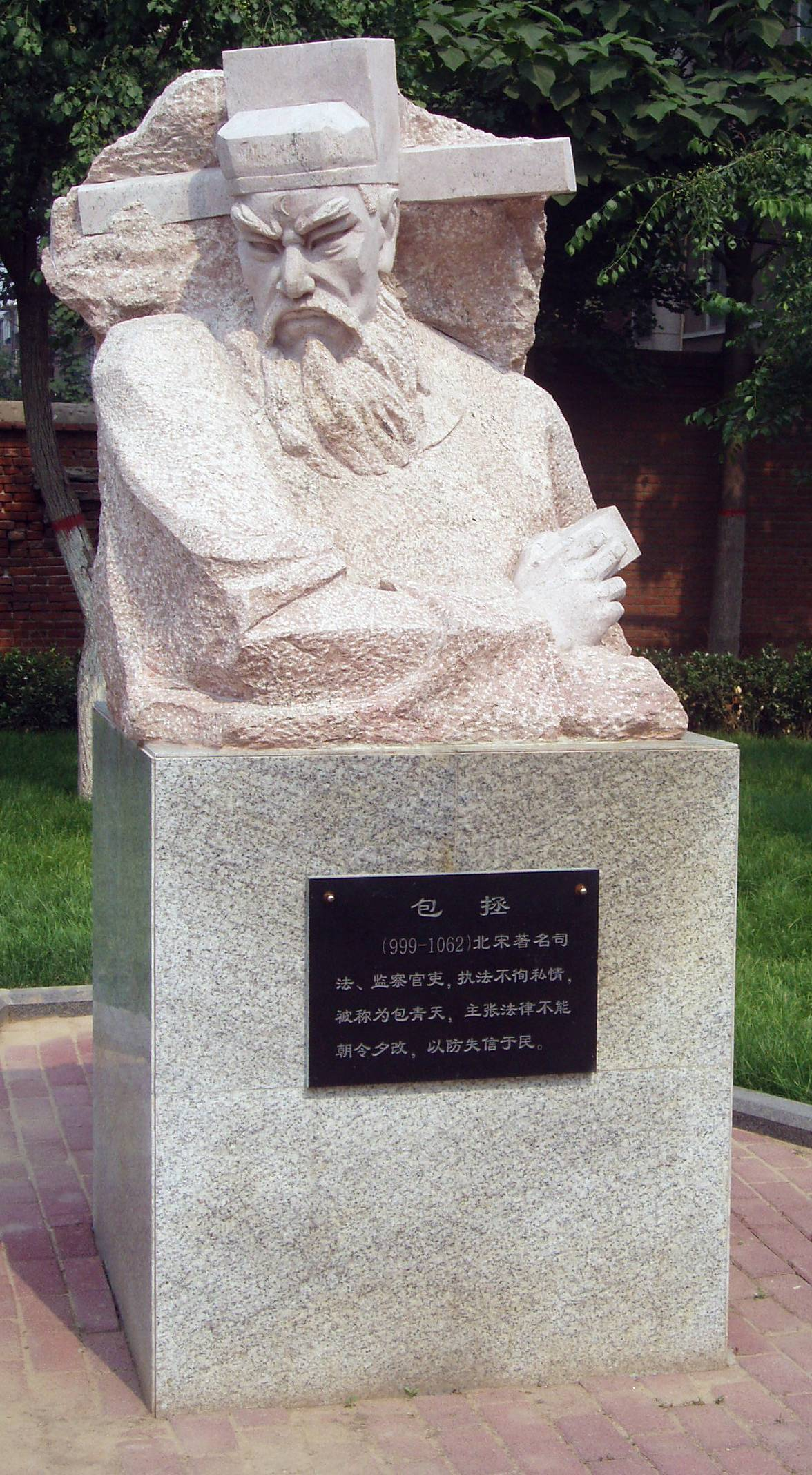
Statue von Bao Zheng

Ein berühmter Richter der Song-Dynastie war der für seine Gerechtigkeit berühmte Bao Zheng.

## Yuan-Dynastie
Die Mongolenherrschaft führte zwar neue Rechtsgebiete, wie die Behandlung von Häusern und Grundstücken, Steuern und Tarifen oder von Geldschulden ein, doch war ihre Herrschaft weitgehend ein Rückschritt für die Rechtsentwicklung. So schafften die Yuan beispielsweise den Obersten Gerichtshof, die Tradition der Rechtsschulen und die zivile Beamtenprüfung ab. Hinzu kam die rechtliche Einteilung der Gesellschaft nach ethnischer Zugehörigkeit (1. älteste Mongolenstämme, Tartaren, 2. westasiatische Hilfsvölker, 3. Nordchinesen, 4. Südchinesen, die von Benachteiligung besonders betroffen waren).

## Ming-Dynastie
Im Jahr 1374 brachte die Ming-Herrschaft eine Kodifikation heraus, der 1397 eine Überarbeitung folgte. Anstelle des alten Zwölferschemas nutzte sie eine präzise gegliederte Sechsereinteilung:
I.1. Allgemeine Termini und Prinzipien (Artikel 1 – 47)
II. Behördenrecht: 2. Behörden (Art. 48 – 62), 3. Behördliche Dokumente (Art. 63 – 80),
III. Zivilrecht: 4. Volkszählung und öffentlicher Arbeitsdienst (Art. 81 – 95), 5. Boden und Häuser (Art. 96 – 106), 6. Ehe (Art. 107 – 124), 7. Getreidespeicher und Finanzen (Art. 125 – 148), 8. Steuern und Abgaben (Art. 149 – 167), 9. Schulden (Art. 168 – 170), 10. Märkte
IV. Ritenrecht:
11. Staatliche Opfer (Art. 176 – 181), 12. Zeremonien (Art. 182 – 201)
V. Militärrecht. 13. Palastwachen (Art. 202 – 220), 14. Armeebestimmungen (Art. 221 – 240), 15. Grenztruppen (Art. 241 – 247), 16. Bestimmungen über Ställe (Art. 248 – 258), 17. Postdienst (Art. 259 – 276)
VI. Strafrecht: 18. Gewalttaten und Diebstahl (Art. 277 – 304), 19. Totschlag (Art. 305 – 324), 20. Zwang und Drohung (Art. 325 – 346), 21. Beleidigungen (Art. 347 – 354), 22. Strafprozess (Art. 355 – 366), 23. Bestechung (Art. 367 – 377), 24. Fälschung und Betrug (Art. 378 – 389), 25. Sexualdelikte (390 – 399), 26. Verschiedenes (Art. 400 – 410), 27. Festnahme von Flüchtigen (Art. 411 – 418), 28. Verhör (Art. 419 – 447)
VII. Recht der Öffentlichen Arbeiten: 29. Öffentliche Bauten (Art. 448 – 456), 30. Flussbewässerungsanlagen (Art. 457 – 460).

## Qing-Dynastie
Die Fremdherrschaft der Mandschuren in Form der Qing-Dynastie vermied den Fehler der mongolischen Yuan, den Chinesen fremdartige Institutionen aufzuzwingen. Ihre zwei Jahre nach der Machtübernahme erlassene Qing-Kodifikation orientierte sich am Ming-Recht. Hinzu kamen eine breite Kommentarliteratur sowie Sammlungen höchstrichterlicher Entscheidungen. Ein Novum im frühen 19. Jahrhundert war ein restriktives Ausländerrecht. Für die Macht der Qing existierten jedoch auch rechtsfreie Räume, in denen Geheimgesellschaften, wie etwa die Weißer-Lotus-Sekte oder die Taiping-Sekte große Gebiete beherrschten und nach eigenem Recht agierten.

## Hundert-Tage-Reform
Nach dem Vordringen ausländischer Mächte infolge der beiden Opiumkriege war China in der zweiten Hälfte des 19. Jahrhunderts ein armer, gedemütigter und schwacher Staat. Ursächlich dafür waren die Erstarrung der Verwaltung, innere Konflikte und die Aggression fremder Mächte. Die Eingaben von Reformmonarchisten bei dem jungen Kaiser Guangxu fielen deshalb auf fruchtbaren Boden und wurden umgesetzt. Zu den Rechtsänderungen gehörte unter anderem ein Vorhaben die absolute Monarchie durch ein konstitutionelles System zu ersetzen. Die konservative Hofkamarilla entmachtete jedoch den Kaiser und machte die Reformen rückgängig.

## Letzte Rechtsreformen der Qing-Dynastie
Zwischen 1905 und 1911 versuchte der Qing-Hof vergebens, die unterlassenen Rechtsreformen umzusetzen und plante eine konstitutionelle Monarchie, freie Wahlen und die Einrichtung von Parlamenten, die zumindest auf kommunaler Ebene und in den Provinzen etabliert wurden. Mit der republikanischen Revolution von 1911 wurden die meisten dieser Vorhaben hinfällig. Ein Beispiel für jene wirkungslosen Reformen ist der Entwurf eines Zivilgesetzes der Großen Qing.

## Das Recht in Kolonialgebieten Chinas
Die durch die Opiumkriege verursachte Schwäche Chinas war die kaiserliche Regierung genötigt, „ungleiche Verträge“ mit den ausländischen Mächten zu schließen, wodurch große Gebiete unter fremde Jurisdiktion kam. Beispielhaft gilt das für Hongkong, das sich von 1841 bis 1997 unter britischer Kolonialverwaltung befand.

## Republik China
Die Republik China war vor 1949 von Unruhen, Zerrüttung und dem Zweiten Weltkrieg geprägt. Dennoch brachten ihre Staatsorgane nach Stärkung der Zentralmacht 1928 einen Boom an Rechtsreformen hervor. Darunter befanden sich Einzelgesetze, wie etwa 1929 einer Regierungsanordnung zum Schutz der Menschenrechte und das Habeas Corpus-Gesetz, aber auch die Sechs Kodifikationen zum Zivilgesetz der Republik China (unter Federführung von Wang Chonghui erarbeitet) sowie zum Verwaltungs- und Strafrecht bzw. den Prozessordnungen. Maßgeblich war hierbei die Rezeption des kontinental-europäischen Rechts, u. a. des deutschen BGB, einschließlich der Methodik des Abstraktionsprinzips. Konstitutionelle Meilensteine waren die vorläufige Verfassung der Republik China für die Phase Anleitung (Xunzheng Shiqi 訓政時期), d. h. der Umsetzung der Drei Prinzipien des Volkes von 1936 und die Verfassung von 1946, der zufolge sich Fünf Gewalten als Verfassungsorgane die Macht teilen sollten, sowie ein landesweites Frauenwahlrecht (Art. 7, 17), ein Frauenquorum in den Parlamenten und feste Sitze für Minderheitsethnien (Art. 26), sowie die Rechtsgarantien der Wahl, Abwahl, der Gesetzesinitiative und des Referendums (Art. 17) garantiert wurden. Nach den Wahlen von 1947 konnten 1948 sämtliche Verfassungsorgane konstituiert werden. Da bereits der Bürgerkrieg zwischen der Republik China und der Kommunistischen Partei Chinas tobte, ermächtigte die gerade konstituierte Nationalversammlung die von ihr zu wählende Exekutivorgane unter Einschränkung bestimmter Verfassungsrechte mit Sondervollmachten. U.a. wurden nationale Wahlen für die Zeit der „kommunistischen Rebellion“ ausgesetzt. Landesweit setzten zwischen 1945 und 1948 2.096 Gerichte das Recht in Zivil- und Strafprozessen um, davon 1.187 Amtsgerichte, 753 Distriktgerichte, 119 Obere und 37 Oberste Gerichte. Hinzu kam in der damaligen Hauptstadt Nanjing der Oberste Gerichtshof als letztinstanzliche Stufe der ordentlichen Gerichtsbarkeit. Daneben wirkte das Verwaltungsgericht unterhalb des Justizhofes. Der Justizhof selbst behandelte 1.295 Verfahren zur Normenkontrolle und ähnlichen staatlichen Fragen. Der Bürgerkrieg führte zum Sieg der Kommunistischen Partei Chinas und zur Ausrufung der Volksrepublik China auf dem chinesischen Festland im Jahr 1949, sodass sämtliche Verfassungsorgane nach Taiwan verlegt wurden, welches erst seit 1945 nach fünfzigjähriger japanischer Kolonialzeit zu China gehörte.

## Das Recht der chinesischen Sowjetrepubliken
Nachdem die Kommunistische Partei Chinas mithilfe der Sowjetunion eigene Streitkräfte geschaffen hatte, nahm sie mit Waffengewalt dreizehn Gebiete ein, in denen sie zwischen 1931 und 1937 Chinesische Sowjetrepubliken etablierte und dort nach Vorbild ihres Unterstützerstaates ein eigenes Rechtssystem schuf. Hierzu gehörten die „Hauptlinien der Verfassung der Chinesischen Sowjetrepublik“, das Landrecht, das Arbeitsrecht, das Vorläufige Wahlrecht, ein Maßnahmenkatalog zur Bestrafung von Konterrevolutionären und ein Organisationsgesetz.

## Das Recht in den japanisch besetzten Gebieten Chinas
Seit die chinesische Provinz Taiwan 1895 sinojapanischen Krieg an Japan abgetreten wurde, herrschte dort japanisches Kolonialrecht. In den ab 1931 japanisch besetzten Gebieten des chinesischen Festlands errichtete Japan Marionettenregimes, welche die Ideologie des Faschismus annahmen. Dies gilt für Mandschukuo bzw. die unter Wang Jingwei stehende Neuorganisierte Regierung der Republik China.

## Das Recht der Republik China auf Taiwan
Die durch postkoloniale Schwierigkeiten, die Nachkriegszeit, einen Aufstand im Jahr 1947 und die Bedrohung durch die Volksrepublik China bestimmte Situation Taiwans ließen es zunächst nicht zu, die verfassungseinschränkenden Sondergesetze des Jahres 1948 abzuschaffen. Dies wurde erst ab 1986 möglich. Seitdem bildeten sich neue Parteien, die im Wettbewerb miteinander stehen. Neben der Traditionspartei Kuomintang, die zwischen 1928 und 2000 Regierungspartei war, konnte die Demokratische Fortschrittspartei in den Jahren 2000 bis 2008 sowie ab 2016 Regierungsgewalt übernehmen. Die Demokratische Fortschrittspartei führte im Jahr 2019 die gleichgeschlechtliche Ehe ein.

## Volksrepublik China
1949, nach der Gründung der Volksrepublik China, wurde das gesamte Recht der Republik China durch das Allgemeine Programm der Politischen Konsultativkonferenz des chinesischen Volkes (中国人民政治协商会议共同纲领) außer Kraft gesetzt. Es folgte eine Phase von fünf Jahren, in denen die gesetzlichen Grundlagen des neuen Staates geschaffen wurden. Die Phase von 1957 ist durch legislatorische Inaktivität gekennzeichnet: Zwischen 1957 und 1978 erging kein einziges Gesetz, von 1965 bis 1978 tagte der Volkskongress kein einziges Mal. Die Gesetzlosigkeit wurde im Zivilrecht durch Schlichtung überwunden. Die juristische Ausbildung war während der Kulturrevolution komplett eingestellt.
Ein Wendepunkt in der neueren Geschichte Chinas war die Öffnung nach außen und die mit hoher Geschwindigkeit vorangetriebene Modernisierung Chinas unter Deng Xiaoping. Hierzu mussten innerhalb kürzester Zeit das gesamte Zivil-, Straf- und Verwaltungsrecht aus dem Boden gestampft werden. Die (meist als „vorläufig“ bezeichneten) Gesetze der frühen 1980er Jahre sind deshalb oftmals von minderer Qualität. Die Formulierungen sind unpräzise, was zu unvollkommenen Regelungen von Streitfragen führt. Der Mangel an Präzision ging teils auf politische Gründe zurück, war teilweise aber auch gewünscht: 宜粗不宜细 – „Ein grobes Gesetz ist besser als ein detailliertes.“ Man erhoffte sich davon, Gesetze den veränderlichen Zeitumständen besser anpassen zu können. Gesetze gehen deshalb oft Hand in Hand mit einer Ausführungsbestimmung und der Auslegung durch das Oberste Volksgericht.
Der Einfluss ausländischer Rechtsordnungen beim Entstehen der neuen chinesischen Rechtsordnung ist überragend. Eine sehr hohe Zahl von Standardlehrbüchern fremder – auch unbekannterer – Rechtsordnungen liegt in chinesischer Übersetzung vor. Die Auseinandersetzung mit dem ausländischen überwiegt fast das Studium des eigenen Rechts: „Ohne Übertreibung lässt sich sagen, dass fast jeder chinesische Rechtswissenschaftler rechtsvergleichend forscht.“ Die bislang wichtigste Rolle spielt hierbei das deutsche Recht – man knüpft hierbei an die erste Welle der Rezeption des deutschen Rechts zwischen 1912 und 1949 an – und vom deutschen Recht beeinflusste Rechtsordnungen wie das sowjetische und japanische Recht. Von deutscher Seite wird dies durch regelmäßige Symposien der GTZ unterstützt. Ein Hindernis des Rezeptionsvorgangs ist jedoch die deutsche Sprache, die im Vergleich zur englischen in China kaum gelehrt wird. In neuerer Zeit steigt deshalb der Einfluss des angelsächsischen Rechts, besonders im Kapitalmarkt-, Kreditsicherungs-, Gesellschafts- und Konkursrecht.
Nach der Kulturrevolution ergab sich so insgesamt ein radikaler Bruch mit der Rechtskultur des Landes. In der Folge ergab sich eine große Kluft zwischen Recht und Rechtswirklichkeit. In der Rechtswissenschaft kam es später zu entsprechenden Gegenbewegungen, die anstelle der Übernahme fremder Rechtskulturen eine Rückkehr zu den Wurzeln der eigenen Rechtskultur propagierten (so Suli Zhu). Zur Erforschung dieser Rechtskultur wurden Feldstudien betrieben. Insgesamt erwies sich der Prozess der Rezeption ausländischen Rechts aber als unumkehrbar.
Aus diesem Grund wird die chinesische Gesetzgebung insbesondere zum Sachenrecht als produktiv betrachtet.
In den großen Kodifikationen der Volksrepublik China zeigt sich der Machtanspruch der Kommunistischen Partei Chinas und ihrer Praxis des Demokratischen Zentralismus.

### Verfassungsrecht
An erster Stelle weisen darauf die Verfassungen von 1954, 1975, 1978 und 1982 (mit den Änderungen von 1988, 1993, 1999, 2004, 2007, 2012 und 2017) hin, welche die KP bzw. deren Führung („geleitet von der Kommunistischen Partei Chinas“) in das Zentrum staatlichen Handels stellen. Neben dem Grundsatz der Führung der Partei existieren drei weitere Grundsätze der Verfassung, nämlich die der ideologischen Ausrichtung (Marxismus-Leninismus, Mao Zedong-Ideen, Theorien Deng Xiaopings, Jiang Zemins Idee der „drei Repräsentationen“, Hu Jintaos Wissenschaftliches Konzept der Entwicklung und Gedanken von Xi Jinping), der demokratischen Diktatur des Volkes und des Festhaltens am Sozialismus.

### Strafrecht
Seinen konkreten Ausdruck jener „demokratischen Diktatur des Volkes“ findet das System im Strafrecht. Formal anderen Strafkodifikationen ähnlich, enthält es Strafandrohungen gegenüber Taten, die sich gegen Schutzobjekte, wie die demokratische Diktatur des Volkes (Artikel 2), das sozialistische System (Artikel 105) oder die sozialistische Marktwirtschaft (Artikel 140) richten. Die Strafen sind gestaffelt und reichen bis zur Todesstrafe (Artikel 48). Chinas erstes materielles und verfahrenstechnisches Strafgesetzbuch nach 1949 wurde 1979 erlassen. Der Kodex von 1979 folgte auf die Veröffentlichung einer neuen Verfassung im Jahr 1978 und den Fall der „Viererbande“ im Jahr 1976. Das derzeitige Strafgesetzbuch, das Strafrecht der Volksrepublik China, ist das Ergebnis umfangreicher Überarbeitungen, zuletzt am 29. August 2015 (9. Änderung). Es gibt neue Straftaten in Bezug auf Cyberkriminalität oder Terrorismus. Die Todesstrafe für bestimmte Schmuggel-, Betrugs- und Fälschungsdelikte wurde hingegen abgeschafft. Die Härte des Strafrechts, insbesondere die Verhängung der Todesstrafe für viele Delikte, und die politische Abhängigkeit der Justiz in China werden häufig kritisiert. China verzeichnet die weltweit größte Zahl von hingerichteten Kriminellen pro Jahr, was in der Vergangenheit bei verschiedenen Menschenrechtsgruppen und internationalen Organisationen große Besorgnis ausgelöst hat.

### Verwaltungsrecht
Das Verwaltungsverfahrensgesetz der Volksrepublik China von 1989 bindet die Behörden an gesetzliche Normen. Darüber hinaus erlaubt es, rechtliche Schritte gegen Verwaltungsakte einzuleiten. Die Arten von Verwaltungsakten, die angefochten werden können, müssen „konkrete Maßnahmen“ sein, zu denen gehören: Verwaltungsstrafen (wie Inhaftierungen und Geldbußen), administrative Zwangsmaßnahmen, Eingriffe in die Geschäftstätigkeit von Unternehmen, die Weigerung, Maßnahmen zu ergreifen oder eine Verpflichtung zu erfüllen etc. Die Überprüfung der staatlichen Maßnahmen erfolgt vor dem örtlichen Volksgericht, das eine Verwaltungskammer besitzen kann. Eine eigenständige Verwaltungsgerichtsbarkeit existiert nicht.

### Zivilrecht
Der Nationale Volkskongress verabschiedete im Mai 2020 ein Zivilgesetzbuch. Durch diese Kodifikation wurde die Zersplitterung des bürgerlichen Rechts in Einzelgesetze aufgehoben. Etliche Gesetze wurden folglich aufgehoben und gingen im neuen Zivilgesetzbuch auf. Es besteht aus sieben Teilen, nämlich aus dem Allgemeinen Teil, dem Sachenrecht, dem Schuldrecht, dem Persönlichkeitsrecht, dem Ehe- und Familienrecht, dem Erbrecht sowie dem Abschnitt über Haftung aufgrund unerlaubter Handlungen.

## Chinesische Juristen
- Hu Hanmin (胡漢民), Spitzenpolitiker der Jahre 1912 bis 1936.
- Wang Chonghui, Spitzenpolitiker der Jahre 1912 bis 1958, 1907 - 1911 kaiserlicher Diplomat, Revolutionär und Mitgründer der Republik China, Mitautor dreier Verfassungen, Rechtsreformer, Richter am Ständigen Internationalen Gerichtshof, Teilnehmer an der Konferenz von Kairo, Mitbegründer der  Vereinten Nationen.[33]
- Wang Jingwei (汪精衛), Spitzenpolitiker der Jahre 1912 bis 1938.
- Ju Zheng (居正), Spitzenpolitiker der Jahre 1912 bis 1949.
- Gu Weijun (Wellington Koo 顧維鈞), Vertreter der Republik China 1919 bei der Pariser Friedenskonferenz, Präsident, Mitautor der UN-Charta, nach einer jahrzehntelangen Diplomatenkarriere 1956 Richter am Internationalen Gerichtshof in den Haag.
- Xu Mo (徐謨), Richter am Internationalen Gerichtshof.
- Mei Ru´ao (梅汝璈), 1946 – 1948 Richter am Internationalen Militärtribunal im fernen Osten.
- Zheng Yuxiu (鄭毓秀), Rechtsanwältin, Richterin und Politikerin, Republik China.
- Shen Junru (沈钧儒), Rechtsanwalt und Politiker in der Volksrepublik China.
- Shi Liang (史良), Richterin und Politikerin in der Volksrepublik China.
- Gao Zhisheng (高智晟), Rechtsanwalt und Menschenrechtler in der Volksrepublik China
- Teng Biao (滕彪), Rechtsanwalt und Menschenrechtler in der Volksrepublik China[34]